# Сурбаран, Хуан де
Сурбаран, Хуан де (Juan de Zurbarán) (1620, Льерена — 1649, Севилья) — испанский живописец эпохи барокко.

## Биография

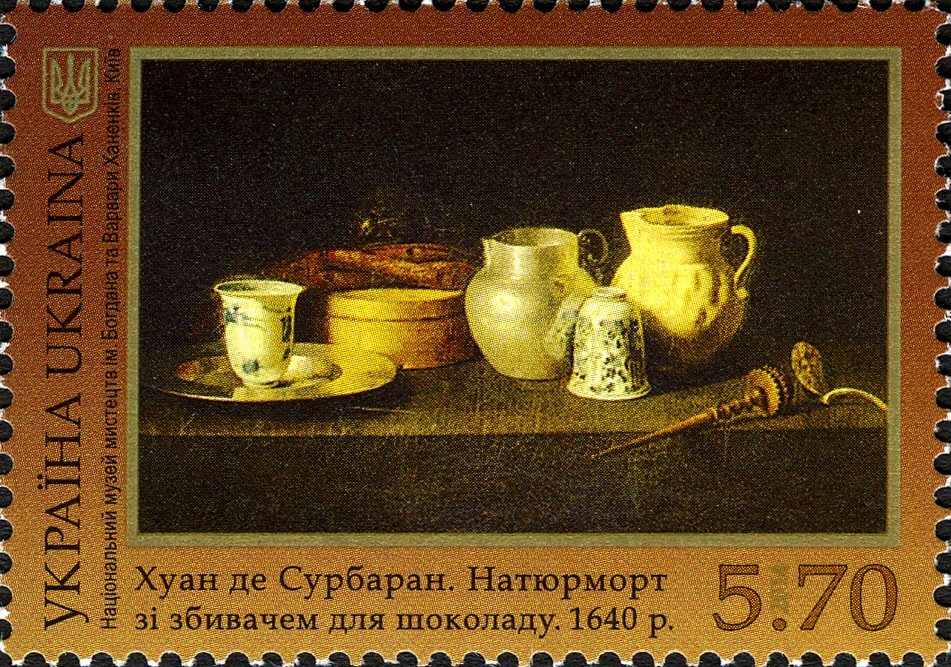
Хуан де Сурбаран. «Натюрморт со сбивателем для шоколада». 1640. Марка Украины, 2014 г.

Хуан, сын знаменитого художника Франсиско де Сурбарана, родился в городке Льерена в области Эстремадура, где его отец обосновался в 1617 году. Там же родились другие дети Франсиско — Мария и Изабель Паула. Мальчик рос в достатке, воспитывался сперва в Льерене (отцом и мачехой доной Беатрис де Моралес), затем в Севилье. В мастерской Франсиско де Сурбарана Хуан обучался художественному ремеслу.
Хуан вырос блестящим молодым человеком, довольно честолюбивым (например, подписываясь, он ставил перед своим именем аристократическое «дон»). Кроме художнического дара, он обладал и литературными способностями; современники также отмечали его танцевальное мастерство, которым он овладел под руководством известного учителя танцев Хосе Родригеса Тирадо.
В первой половине 1640-х годов Хуан женился на Мариане де Квадрос, дочери зажиточного ростовщика.
Наверняка Хуан работал в студии отца и был его ассистентом (руку сына исследователи усматривают, например, в картине Франсиско де Сурбарана «Натюрморт с глиняным кувшином и чашками»). Молодой живописец получал самостоятельные заказы на религиозные картины, но известен прежде всего своими натюрмортами. Многие черты произведений младшего Сурбарана роднят их с картинами его отца, но полотнам Хуана присущи и самобытные черты.
К сожалению, Хуан не успел в полной мере проявить свой талант художника: он стал одной из многих жертв чумы, постигшей Севилью в середине XVII века.